# Вичада
Вича́да (исп. Vichada) — один из департаментов Колумбии. Его территория занимает часть бассейна реки Ориноко, на севере и востоке граничит с Венесуэлой. В Вичаде развиты сельскохозяйственный сектор, торговля, сфера обслуживания, ведется добыча полезных ископаемых, работают промышленные предприятия. Функцию административного и экономического центра департамента выполняет Пуэрто-Карреньо, расположенный недалеко от места впадения реки Мета в Ориноко. Благоприятный климат способствует развитию растениеводства.
Ко времени прихода испанских завоевателей в Вичада было обнаружено несколько групп коренных народов, некоторые из которых существуют до сих пор; среди них гуахибо лингвистической группы гуахибо , куррипако и пиапоко лингвистической группы араваков , а также куйвас, десано, пуинавес и саливас. Чтобы выжить, этим аборигенам пришлось терпеть всевозможные притеснения, из-за которых они переселялись в менее благоприятные для выживания места обитания.

## Муниципалитеты

Муниципалитеты департамента Вичада.

| № | Флаг | Муниципалитеты                   | Площадь, км² | Население, чел. (2010) |
| - | ---- | -------------------------------- | ------------ | ---------------------- |
| 1 |      | Кумарибо (Cumaribo)              | 65 193       | 4 312                  |
| 2 |      | Ла-Примавера (La Primavera)      | 22 159       | 14 344                 |
| 3 |      | Пуэрто-Карреньо (Puerto Carreño) | 12 409       | 10 034                 |
| 4 |      | Санта-Росалия (Santa Rosalía)    | 2 018        | 3 250                  |